# Argulus japonicus
Argulus japonicus (лат.) — вид ракообразных семейства Argulidae подкласса Карпоеды (Branchiura) из класса Maxillopoda. Это паразиты, питающиеся кровью и тканями пресноводных рыб. Они окрашены в светло-коричневый цвет и могут быть в длину от 4 до 9 мм, а в ширину от 3 до 6 мм. У них широкий карапакс, по форме напоминающий круглый щит. Самка и самец Argulus japonicus фенотипически различны, что позволяет отнести их к раздельнополым видам. Хотя самец и самка не сильно отличаются, через их прозрачные покровы можно увидеть незначительные различия, такие как разные копулятивные органы.

## Распространение
Родина Argulus japonicus находится в азиатских странах, где он паразитирует на таких видах карповых, как золотая рыбка (Carassius auratus) и сазан (Cyprinus carpio). Этот вид смог сильно расширить свой ареал и в настоящее время встречается во всем мире, вероятно, в результате торговли домашними животными. Многие рыбы являются хозяевами этого рачка, который, видимо, может паразитировать почти на всех видах пресноводных рыб.

## Патогенез
Этот паразит может сильно повредить покровы хозяина и повлиять на его аппетит, иногда приводя к его гибели. Он прикрепляется к жабрам, плавникам или коже хозяина с помощью своих присосок, а затем питается, вводя хозяину ферменты, которые растворяют ткани. Затем он втягивает пищу при помощи ротового аппарата.

## Жизненный цикл
Argulus japonicus размножается половым путем, при этом самки откладывают от 1 до 9 цепочек из 5-226 яиц после спаривания на хозяине. Эти яйца откладываются на твердые поверхности, а затем покрываются студенистыми выделениями самки. Личинки выходят из яиц примерно через 2 недели (или дольше при более низких температурах) и могут прожить без хозяина только 1-2 дня. После прикрепления к хозяину личинки проходят несколько стадий, прежде чем превратятся во взрослую форму.

## Лечение
Инсектицид хлорофос способен убивать как взрослых, так и личинок Argulus japonicus; однако такая обработка не влияет на яйца, а это означает, что первоначальное обработку хлорофосом необходимо повторить через 2 недели (когда выведутся личинки из яиц), чтобы добиться значительного снижения численности паразита.